# KAI KT-1 Woongbi
KT-1 Woongbi (кор. : KT-1 웅비 Ungbi) — южнокорейский дозвуковой одномоторный турбовинтовой учебно-тренировочный самолёт и лёгкий штурмовик, совместно разработанный «Агентством оборонного развития (ADD)» и «Корейской аэрокосмической компанией (KAI)» для ВВС Южной Кореи. Это первый самолёт, полностью разработанный и построенный в Южной Корее. Серийное производство было начато KAI, основанной в 1999 году под руководством правительства Южной Кореи с участием трёх корейских конгломератов: Samsung, Hyundai и Daewoo.
Кроме Южной Кореи, самолёт эксплуатируется ВВС Индонезии, Перу, Сенегала и Турции.

## История

### Происхождение
Происхождение KT-1 связано с программой KTX, которая была запущена в 1988 году по заказу ВВС Республики Корея. Программа, направленная на разработку учебно-тренировочного самолёта отечественной разработки, была совместным проектом производителя самолётов Korea Aerospace Industries (KAI) и правительственного органа Агентство по оборонному развитию (ADD). Последний был ответственен за руководство проектом, в то время как первый выполнял детальную разработку и основную часть производственной деятельности.
Было построено девять прототипов, первый из которых был завершён в июне 1991 года. В 1995 году самолёт был официально назван 'Woongbi'. В 1998 году было объявлено, что был выполнен последний испытательный полёт.

### Дальнейшее развитие
В 2002 году KAI объявила о разработке улучшенной и вооружённой версии базового учебного самолёта KT-1. Этот вариант, обозначенный как KO-1, предназначался для использования в ролях передового воздушного наблюдения и борьбы с повстанческими формированиями. Разработка проводилась в сотрудничестве с ADD и была начата в ответ на существующую потребность ВВС Республики Корея в 20-40 самолётах. По словам представителя KAI, KO-1 идеально подходит для операций по пресечению незаконного оборота наркотиков, и компания предлагала этот вариант странам Латинской Америки.
8 марта 2006 года представитель KAI объявил, что компания намерена экспортировать более 150 улучшенных версий KT-1 в различные страны Центральной Америки и Юго-Восточной Азии. В 2005 году KAI начала продвигать KT-1 как элемент интегрированного учебного пакета, сочетая его с новым реактивным учебным самолётом KAI T-50 Golden Eagle. Компания также заявила, что сотрудничество с американской аэрокосмической компанией Lockheed Martin должно повысить доверие к её учебным платформам.

## Конструкция
KT-1 может быть оснащён либо аналоговой, либо стеклянной кабиной. Некоторые варианты оснащены дополнительными авионическими и системными компонентами, такими как совместимая с приборами ночного видения (NVG) кабина, индикатор на лобовом стекле (ИЛС), многофункциональные дисплеи (MFD), системы навигации GPS/инерциальной навигации, бортовой компьютер, система генерации кислорода, климатическая система с паровым циклом и совместимые с HOTAS (рука на газе и ручке управления) элементы управления. Авионика поставляется различными иностранными компаниями, включая Elbit, Flight Vision и Thales.
Для лёгких ударных миссий самолёт может нести различные виды оружия, включая пушки, бомбы, ракеты и управляемые ракеты, в зависимости от требований заказчика. Другие оборудование может включать внешние топливные баки, центрально установленный инфракрасный (FLIRA) сенсор и лазерный дальномер.

## История эксплуатации

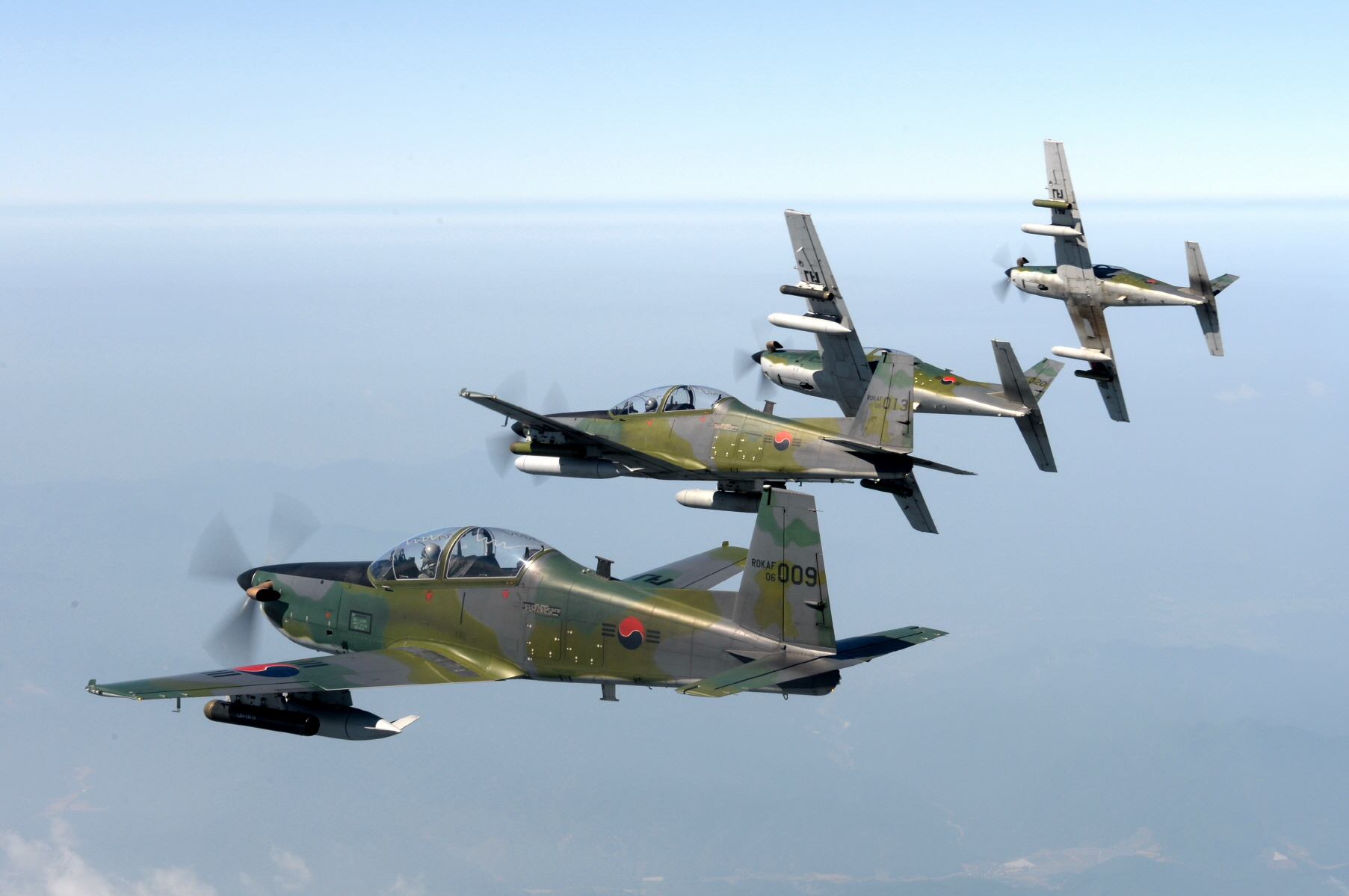
KA-1 8-го истребительного авиакрыла ВВС Республики Корея

Военно-воздушные силы Республики Корея (ROKAF) являются основным заказчиком этого типа самолётов. В 2000 году первый KT-1 Woongbi был передан ВВС Республики Корея; первоначально поставки планировалось начать на два года раньше. К концу того года было доставлено восемь самолётов; сообщалось, что на тот момент был достигнут темп производства два самолёта в месяц. К ноябрю 2003 года сборочная линия была готова к приостановке после завершения заказа для ВВС Республики Корея; однако KAI планировала возобновить производство в течение двух-трёх лет на основе последующих заказов. Однако в том же месяце был получен дополнительный заказ от ВВС Республики Корея на 20 самолётов. Большинство самолётов в составе ВВС Республики Корея могут быть вооружены пушечными контейнерами и ракетами, которые используются для обучения вооружённым действиям.
Одним из первых экспортных заказчиков KT-1 стала Индонезия. В начале 2001 года Индонезия обменяла 8 транспортных самолётов CASA/IPTN CN-235 на 12 учебных самолётов KT-1. 25 апреля 2003 года первый KT-1 был доставлен в Индонезию, что стало первой корейской экспортной поставкой самолётов; на тот момент KAI заявила, что ведёт переговоры о дополнительном заказе на 13 учебных самолётов. В начале 2011 года появились сообщения о том, что Индонезия заинтересована в дальнейших закупках, но южнокорейские официальные лица опровергли информацию о заключении каких-либо новых бартерных сделок. В ноябре 2018 года был заказан ещё три самолёта KT-1B для ВВС Индонезии.
Помимо использования в качестве учебного самолёта, Военно-воздушные силы Индонезии оснастили свою аэробатическую группу «Юпитер» самолётами KT-1. 15 марта 2015 года во время тренировочного полёта перед Международной выставкой авиации и обороны Лангкави произошло серьёзное столкновение в воздухе. Первоначальные сообщения утверждали, что все четыре пилота выжили.
В июне 2007 года Южная Корея и Турция успешно заключили контракт на сумму 500 миллиардов вон на поставку 40 (+15) самолётов KT-1; эта сделка включала в себя технологии модульной брони танка K2 Black Panther, которые Турция надеялась использовать в своём будущем отечественном основном боевом танке Altay. Последний из этих самолётов, обозначенный как KT-1T и совместно произведённый двумя странами, был поставлен в конце 2012 года. В апреле 2015 года было объявлено, что Турция приобретёт ещё 15 самолётов KT-1T в качестве временной меры до завершения разработки своего учебного самолёта TAI Hürkuş.
6 ноября 2012 года KAI и Военно-воздушные силы Перу подписали контракт на поставку 20 самолётов KT-1P, включающих десять учебных и десять боевых версий, а также соглашения о компенсационных сделках и передаче технологий, на сумму около 208 миллионов долларов США. KAI должна была поставить первые четыре самолёта к концу 2014 года, в то время как остальные должны были быть собраны локально компанией SEMAN, техническим крылом ВВС Перу. Этот тип самолётов постепенно заменит устаревающие Aermacchi MB-339 и Embraer EMB 312 Tucano. В апреле 2015 года первый локально произведённый KT-1P был передан ВВС Перу.
В ноябре 2018 года Испания предложила Администрации программы оборонных закупок Южной Кореи (DAPA) бартерную сделку, включающую KT-1 и другие корейские самолёты, потенциально включающую до 30 самолётов, которые Испания хотела обменять на до 6 транспортных самолётов Airbus A400M Atlas. Если бы сделка состоялась, это была бы первая экспортная поставка KT-1 в страну Европейского Союза. Однако тендер выиграла швейцарская Pilatus с самолётами PC-21.

## Модификации

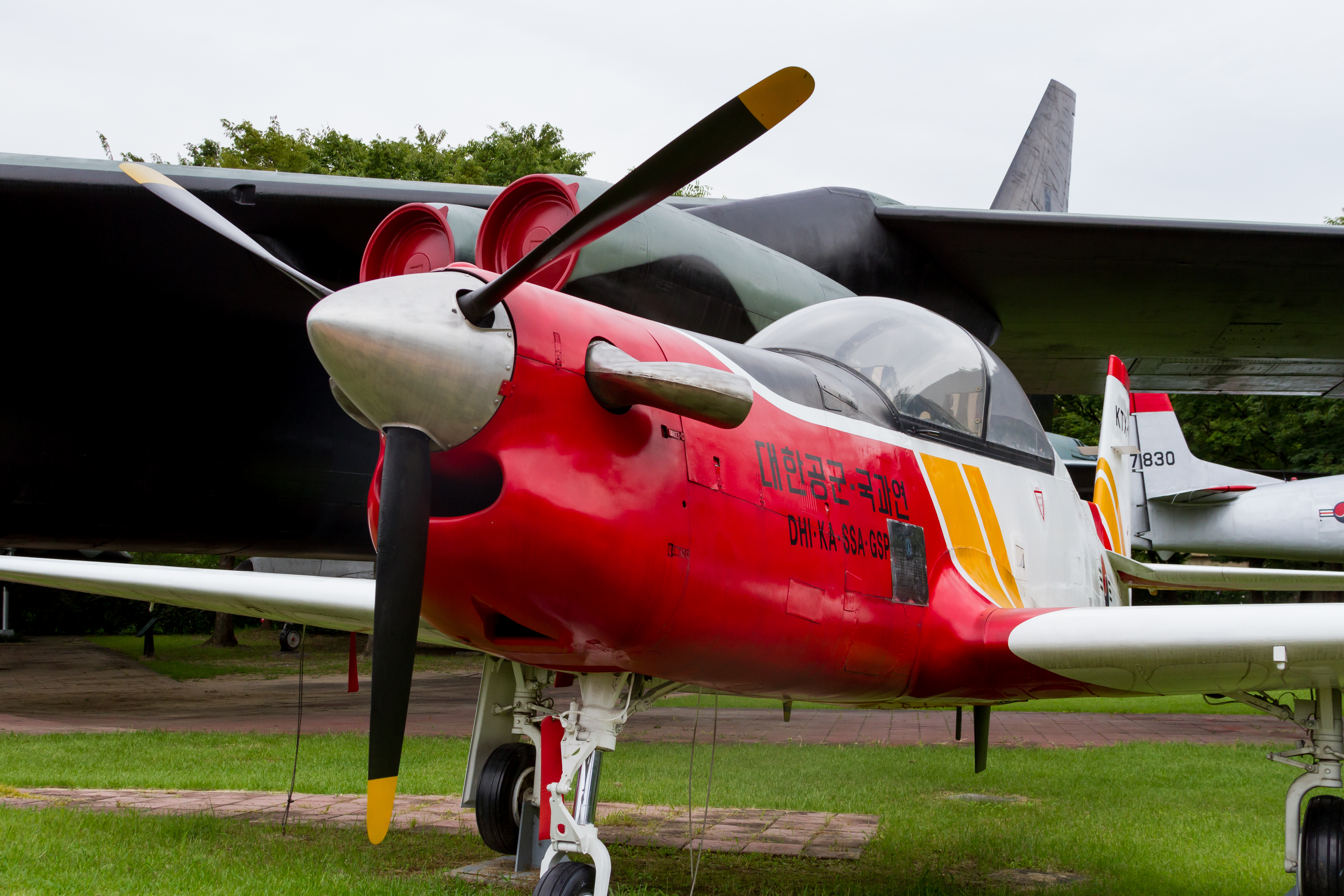
KT-1 Woongbi на выставке в Мемориале войны в Корее

- KTX-1 — начальный прототип самолёта, с различными вариантами двигателей. Построено 6 экземпляров.[30] Первый прототип с турбовинтовым двигателем KTX-1 совершил полёт в 1991 году. Первые два прототипа были оснащены турбовинтовым двигателем Pratt & Whitney Canada PT6A-25A мощностью 550 л.с.
- KT-1 — базовая учебная модификация для ВВС Республики Корея. В сравнении с прототипом KTX-1, KT-1 больше, тяжелее, имеет изменённое хвостовое оперение и более мощный двигатель P&W Canada PT6A-62 (950 л.с.).[31]

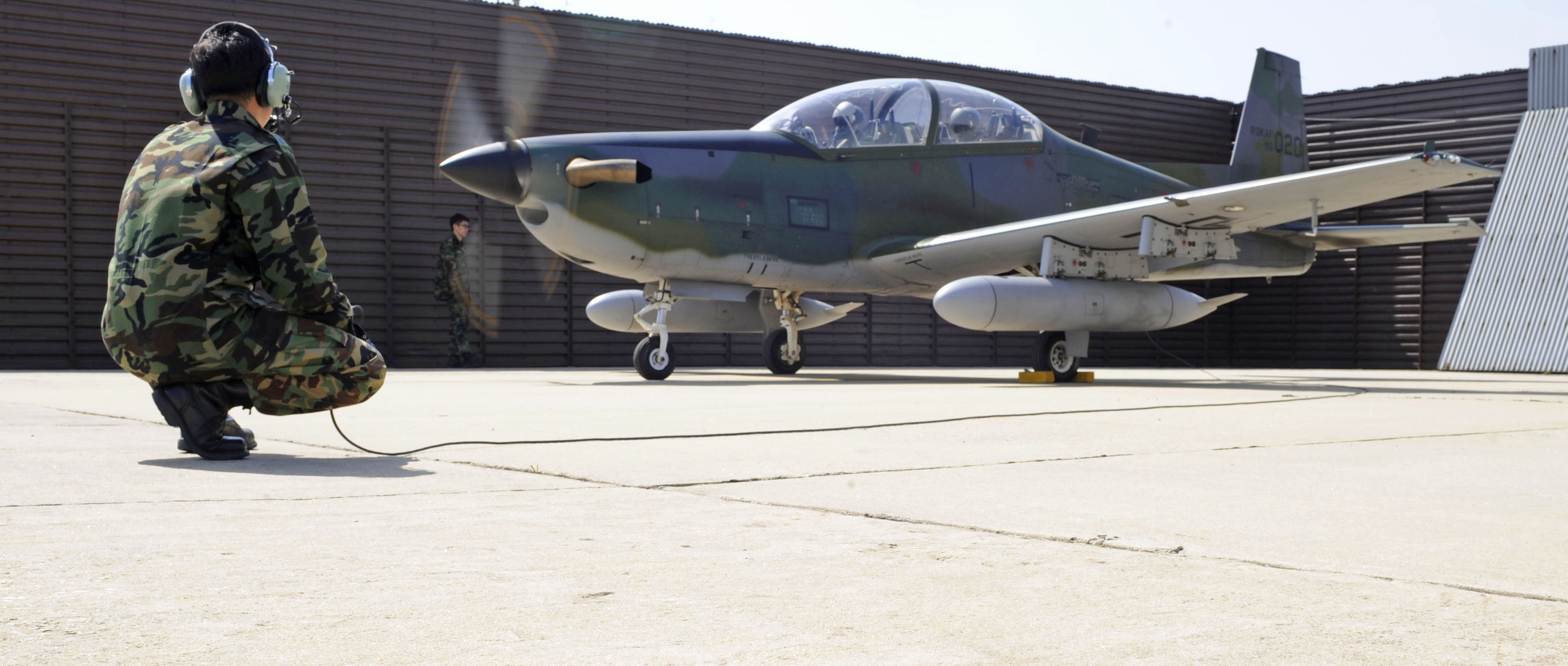
авиабазе Осан, 2010 год.

- KA-1 — легкий штурмовой самолет. Уникальные особенности KA-1 включают в себя проекционный дисплей на лобовом стекле, переднюю панель управления, многофункциональные дисплеи и пять узлов подвески: два под каждым крылом и один под фюзеляжем. Узлы подвески могут быть оснащены пусковыми установками ракет, контейнерами для пушек или ракетами AIM-9 Sidewinder.
- KT-1B — экспортная версия для Индонезии. Основные различия заключаются в авионике, часть которой либо полностью отсутствует, либо заменена на коммерческие аналоги.
- KT-1C — улучшенная, вооружённая экспортная версия, оснащённая фронтальной инфракрасной системой. KT-1C также может быть оснащён пушечным контейнером калибра 12,7 мм, средствами для постановки помех, учебными ракетами, неуправляемыми ракетами или бомбами.
- KT-1T — экспортная версия для Турции. Построено 40 экземпляров.
- KT-1P — экспортная тренировочная версия для Перу. Заказано 20 самолётов.
- KA-1P — вооружённая экспортная версия для Перу.
- KA-1S — вооружённая экспортная версия для Сенегала.[32]

## Операторы
Индонезия

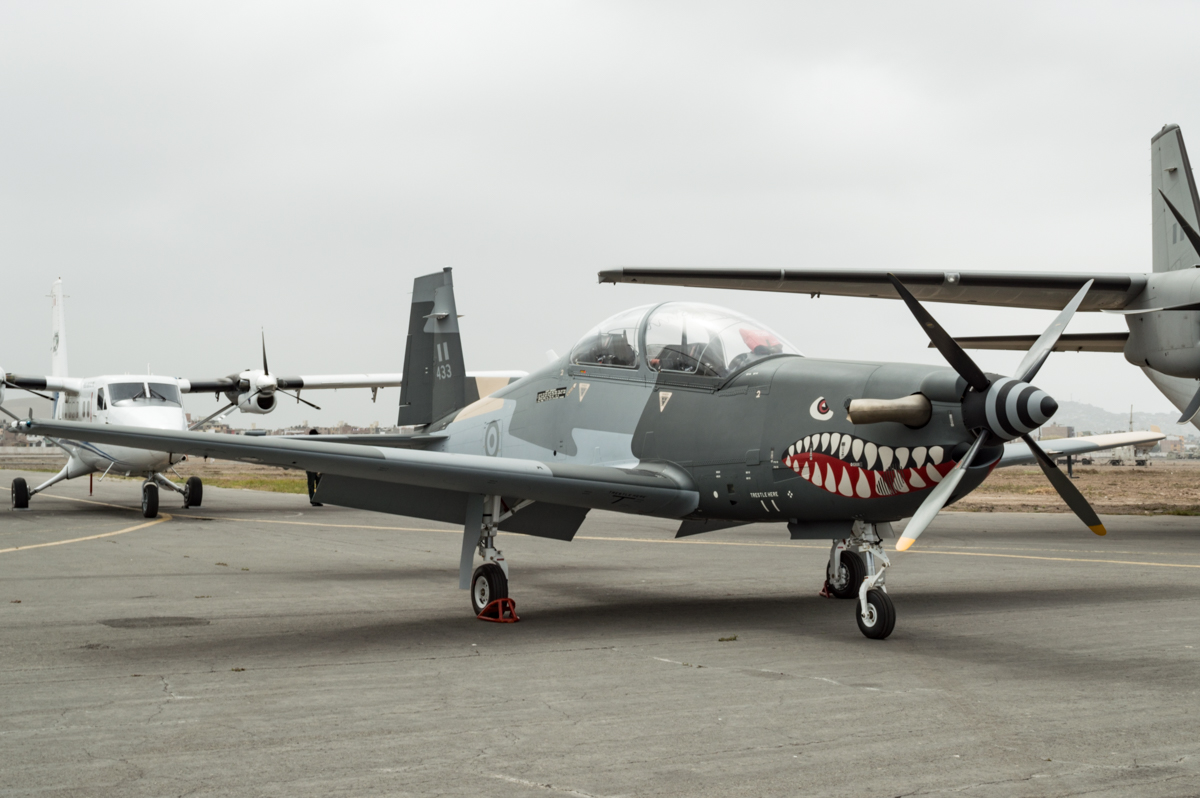
ВВС Перу KAI KA-1P

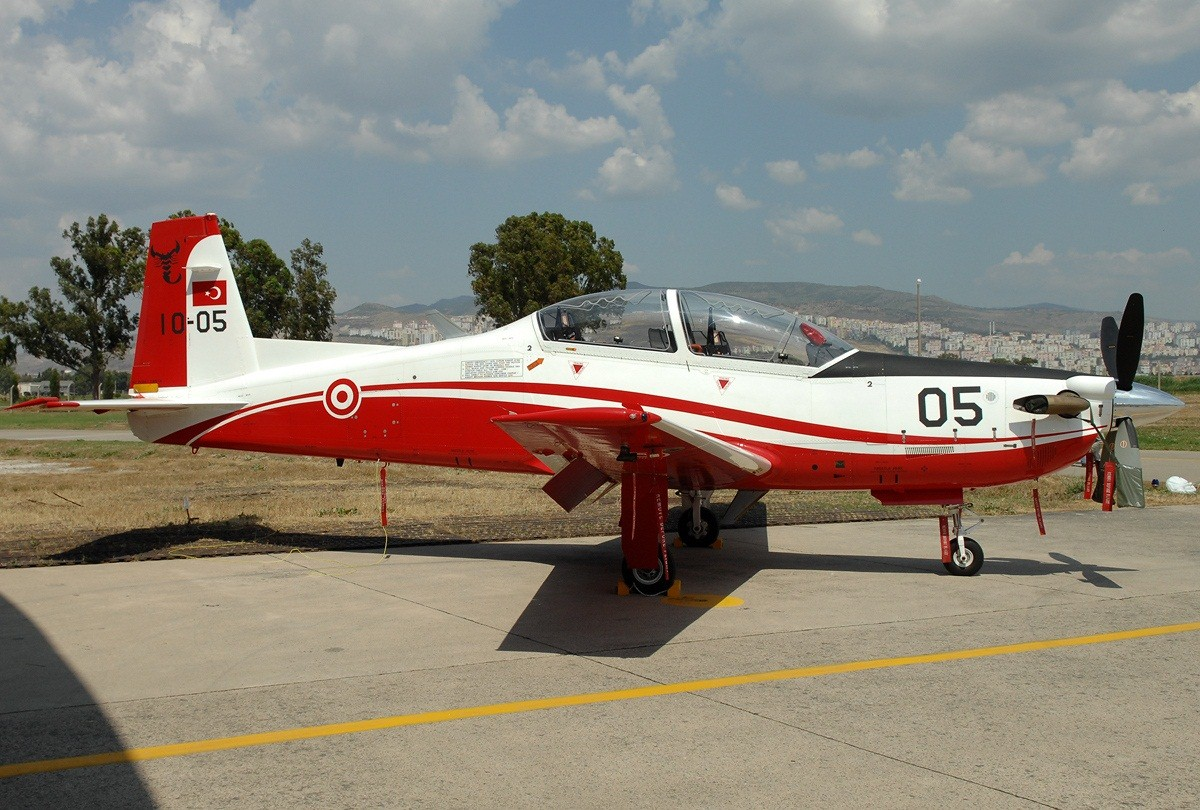
ВВС Турции KAI KT-1 Woongbi

Военно-воздушные силы Индонезии получили 17 KT-1B.
 Перу
Военно-воздушные силы Перу получили 20 самолётов (10 KT-1P и 10 KA-1P). Эти самолёты находятся на службе в Escuadrón Aéreo 512, базирующемся в Писко. Военно-воздушные силы Перу назвали KT-1P Torito (маленький бык) в честь North American NA-50, на котором летал герой перуанских ВВС Хосе Киньонес Гонсалес.
 Республика Корея
Военно-воздушные силы Республики Корея получили 85 KT-1 и 20 KA-1.
 Сенегал
Военно-воздушные силы Сенегала получили 4 KA-1S.
 Турция
Военно-воздушные силы Турции получили 40 KT-1T.

## Тактико-технические характеристики

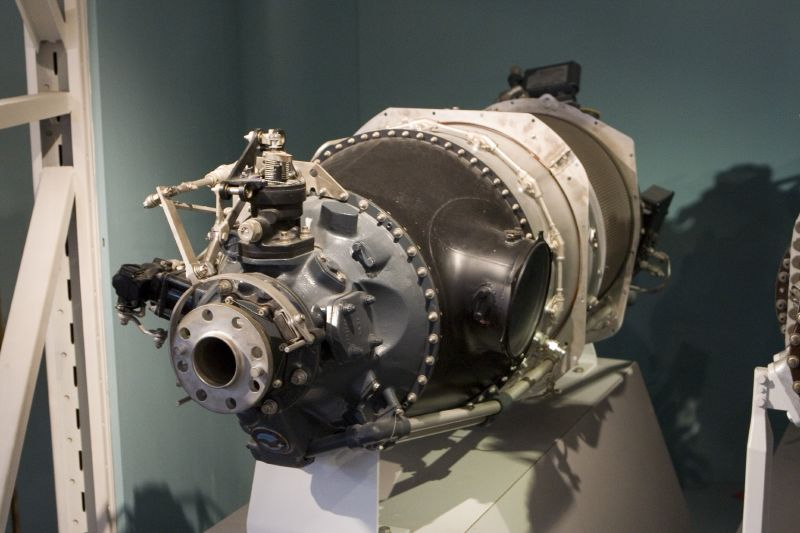
Двигатель Pratt & Whitney Canada PT6. Конкурирующие экспортные модели, такие как Тукано, Супер Тукано, PC-9 и T-6, также используют различные модификации двигателя PT6.

Разработка KT-1 обошлась в 1,047 миллиардов вон, при этом уровень локализации составил 80,9% по комплектующим и 60,4% от стоимости самолёта в целом.
Технические характеристики
- Экипаж: 2 человека
- Длина: 10,26 м
- Размах крыла: 10,60 м
- Высота: 3,67 м
- Площадь крыла: 16,01 м²
- Масса пустого: 1872 кг
- Масса снаряжённого: 2422 кг
- Максимальная взлётная масса: 2495 кг
- Силовая установка: 1 × турбовинтовой 1 × Pratt & Whitney Canada PT6A-62
- Мощность двигателей: 1 × 950 (1 × 708)

Лётные характеристики
- Максимальная скорость: 648 км/ч
- Практическая дальность: 1688 км
- Практический потолок: 11 580 м
- Скороподъёмность: 16,2 м/с

## Сравнение с аналогами
|                                 | KAI KT-1C                     | Pilatus PC-21                  | Pilatus PC-9 M                 | EMB 314 Super Tucano            | AHRLAC                        |
| ------------------------------- | ----------------------------- | ------------------------------ | ------------------------------ | ------------------------------- | ----------------------------- |
| Внешний вид                     |                               |                                |                                |                                 |                               |
| Принят на вооружение, год       | 2000                          | 2008                           | 1997                           | 2003                            | —                             |
| Размах крыла, м                 | 10,59                         | 9,11                           | 10,19                          | 11,14                           | 12,0                          |
| Длина, м                        | 10,26                         | 11,23                          | 10,18                          | 10,53                           | 10,5                          |
| Масса пустого, кг               | 1910                          | 2280                           | 1780                           | 3020                            | 2000                          |
| Максимальная взлётная масса, кг | 3310                          | 4250                           | 3210                           | 5200                            | 3800                          |
| Практический потолок, м         | 11 600                        | 11 600                         | 11 600                         | 10 670                          | 9450                          |
| Крейсерская скорость, км/ч      | 500                           | 600                            | 500                            | 530                             | 450                           |
| Максимальная скорость, км/ч     | 575                           | 625                            | 590                            | 590                             | 504                           |
| Практическая дальность, км      | 1700                          | 1300                           | 1590                           | 1330                            | 2100                          |
| Топливо, л                      | н/д                           | н/д                            | внутреннее: 530 ПТБ: 2 х 250   | внутреннее: 695 ПТБ: 2 х 232    | н/д                           |
| Тип двигателя                   | 1 х ТВД Pratt&Whitney PT6A-62 | 1 х ТВД Pratt&Whitney PT6A-68B | 1 х ТВД Pratt&Whitney PT6A-25C | 1 х ТВД Pratt&Whitney PT6A-68/3 | 1 х ТВД Pratt&Whitney PT6А-66 |
| Мощность двигателя, л. с.       | 950                           | 1630                           | 1150                           | 1600                            | 950                           |
| Боевая нагрузка, кг             | н/д                           | 1150                           | 1040                           | 1500                            | 800                           |
| Стоимость, млн дол.             | ~$7 млн                       | $16,0 млн                      | н/д                            | $9,0-14,0 млн                   | $10,0 млн                     |

## Происшествия
- 15 марта 2015 года в Малайзии столкнулись два индонезийских учебно-тренировочных самолета КТ-1В. Инцидент произошел во время подготовки к выступлению на международной выставке авиакосмической и военно-морской техники "ЛИМА-2015". Один из самолетов врезался в хвостовую часть другого, оба загорелись и рухнули на землю. Пилоты сумели катапультироваться, их жизни вне опасности. В результате падения самолетов загорелись два здания. Инцидент произошел на архипелаге Лангкави на северо-западе Малайзии.[44].
- 9 апреля 2021 года учебный самолёт KT-1 потерпел крушение в Эгейское море. Оба пилота были спасены поисково-спасательными командами Военно-воздушных сил Турции. Один из пилотов катапультировался, в то время как другой смог совершить аварийную посадку на воду, сохранив целостность конструкции самолёта.[45][46]
- 1 апреля 2022 года четыре пилота ВВС Республики Корея погибли после столкновения двух самолётов KT-1 в воздухе над горой к северо-востоку от Сачхон.[47]
- 26 декабря 2022 года самолёт KA-1 потерпел крушение вскоре после взлёта, будучи отправленным  на перехват северокорейских беспилотников, нарушивших воздушное пространство Южной Кореи. Экипаж остался невредим.[48]